# Línea 33 (autobuses urbanos de Granada)
La línea 33 es una línea regular de autobús urbano de la ciudad española de Granada. Es operada por la empresa Herederos de Gómez.
Realiza el recorrido comprendido entre Los Pinillos, núcleo poblacional perteneciente al término municipal de Pinos Genil aunque es aledaño a la localidad de Cenes de la Vega, y la estación de autobuses de la capital granadina, a través de su eje Avenida de la Constitución-Gran Vía-Carretera de la Sierra, siendo la única línea de autobuses urbanos de Granada transmunicipal y también la única no operada por Transportes Rober o su filial. Tiene una frecuencia media de unos 15 minutos, oscilando entre 6 y 25 minutos, dependiendo de las horas del día con más afluencia de pasajeros.

## Recorrido
La línea 33 surge tras la división de la línea anteriormente denominada 3 en las actuales líneas 3 y 33. La línea 33 se quedó con el tramo que conecta Cenes de la Vega con el centro de la ciudad. Tras la división la línea fue alargada de la frontera entre los municipios hasta atravesar completamente Cenes de la Vega, lo que precisó de un acuerdo entre el ayuntamiento de Granada y el ayuntamiento de Cenes, y posibilitó la entrada de una nueva empresa en los autobuses urbanos de Granada.
En un inicio la línea finalizaba en el Hospital Universitario San Cecilio, y fue posteriormente alargada hasta la estación de autobuses.
Dispone de enlace con el Metropolitano de Granada en la estación de autobuses.
Durante un tiempo esta línea recibió la denominación SN1.